# Евтропий (консул 387 г.)
Евтропий (на латински: Eutropius; † 390 г.) е римски политик и историк от 4 век.
Евтропий е magister epistularum при император Констанций II. През 363 г. участва в персийския поход на император Юлиан. При Валент служи като magister memoriae. През 380 г. е преториански префект на Илирия и през 387 г. консул заедно с император Валентиниан II.
Евтропий пише на латински Breviarium ab urbe condita в 10 кратки книги по времето на Валент. Произведението е за римската история от митичното създаване на Рим през 753 пр.н.е. до император Валент (364 г.). Евтропий използва за произведението си Livius Epitome на Тит Ливий, Светоний, Полибий и личните си наблюдения. През 380 г. произведението е преведено на гръцки. Използвано е от по-късните автори, като анонимните автори на Epitome de Caesaribus и Historia Augusta. Йероним, Касиодор и Йорданес. Павел Дякон и Ландулф Сагакс продължават Breviarium в средновековието (до средата на 6 век и до ранния 9 век). През 19 век е обичано ученическо четиво.